# Monarchia

Korona, najważniejszy atrybut monarchy (tu:chrześcijańska korona Królestwa Włoch)

Monarchia (łac. monarchia, ze stgr. μοναρχία, monarchía „jedynowładztwo”, od μόναρχος „jedyny władca”, od μόνος monos „jeden” i ἀρχός archós „początek”) – forma rządów, w której głową państwa jest jedna osoba, nazywana monarchą, niewybierana w sposób republikański. Zazwyczaj:
- monarcha sprawuje władzę dożywotnio (z wyjątkiem Andory, Malezji, Samoa oraz Zjednoczonych Emiratów Arabskich);
- jego funkcja jest często dziedziczna (z wyjątkiem monarchii elekcyjnych);
- jego stanowisko jest nieusuwalne.

Obecnie w wielu państwach z takowym ustrojem politycznym monarcha pełni jedynie funkcje reprezentacyjne. Kierowanie przez niego polityką jest znikome lub żadne.

## Historia ustroju

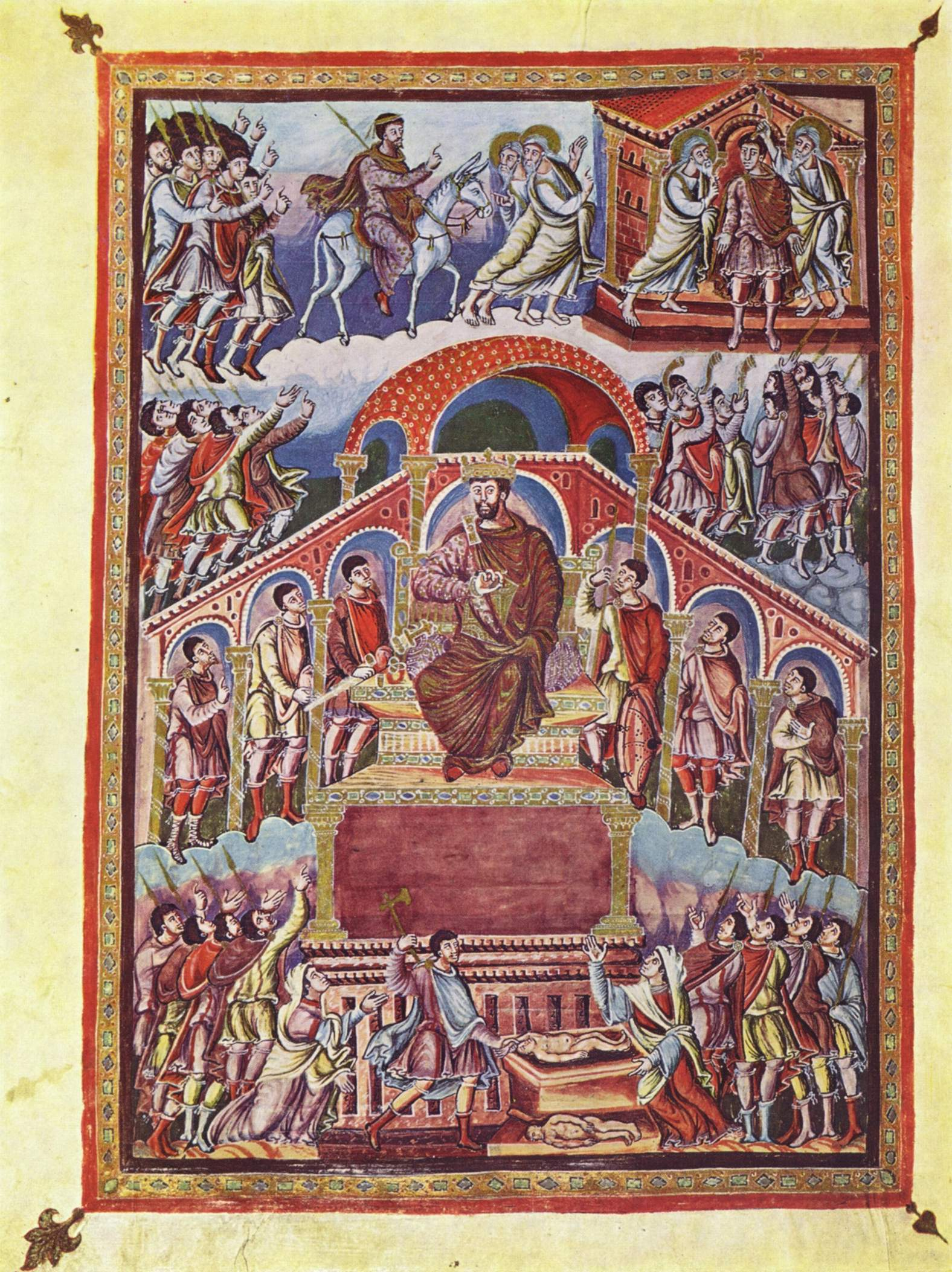
Król Salomon, starożytny monarcha Izraela

W pierwszych wspólnotach plemiennych nie istniała hierarchia, która (wśród ludów europejskich) pojawiła się pod koniec demokracji wojennej, a na Bliskim Wschodzie przed powstaniem pierwszych cywilizacji.
W początkach starożytności monarcha zyskał praktycznie nieograniczoną władzę (w ustroju despotycznym), w niektórych krajach był uznawany za boga lub półboga (faraon, august), niekiedy miał pozostawać w łączności z bóstwami.
W średniowieczu powstały nowe, feudalne formy monarchii: patrymonialna oraz stanowa. Uzasadnieniem władzy monarchów było jej pochodzenie od Boga, stąd ich pozycja była teoretycznie niepodważalna. Byli suzerenami, jednak nie zawsze mogli wyegzekwować swą władzę i ich wpływ został ograniczony. Powstawały pierwsze parlamenty (tym samym monarchie parlamentarne).
Od XV wieku w Europie zachodniej ponownie wzrosło znaczenie monarchy, do władzy prawie nieograniczonej lub nieograniczonej, czyli absolutnej. Monarchia absolutna Ludwika XIV była wzorem dla innych monarchów Europy, szczególnie Prus, Rosji i Szwecji.
Rozwój przemysłu i handlu, wzrost pozycji burżuazji i klasy średniej, rewolucja francuska (1789-1799) doprowadziły do upadku absolutyzmu. Narodził się pogląd, że suwerenem jest społeczeństwo, które ma prawo powoływać i odwoływać sprawujących władzę. Opracowana przez Thomasa Jefferona Deklaracja Niepodległości głosiła: Rząd czerpie swą władzę ze zgody rządzonych. Lud ma prawo zmienić go lub usunąć.
Ta sytuacja, wsparta przez powstanie Stanów Zjednoczonych (4 lipca 1776), wymusiła ograniczenia praw monarchy. Gdy pułkownik Lewis Nicola w liście do Jerzego Waszyngtona (przyszłego prezydenta USA) zaproponował mu aby koronował się na króla, ten odpisał mu jednoznacznie: Pomysł taki uważam za odrażający i stanowczo go potępiam. Doprowadziło to do powstania pierwszych monarchii konstytucyjnych (Francja, Rzeczpospolita Obojga Narodów), gdzie król był zwierzchnikiem administracji.
Nieco inna sytuacja miała miejsce w Anglii, a następnie w Wielkiej Brytanii. Ustrój panujący w tym kraju określa się mianem monarchii parlamentarnej.
Upadek wielu monarchii nastąpił po I wojnie światowej. Nowo powstałe państwa (Czechosłowacja, Polska itd.) wybrały ustrój republikański, w wielu krajach obalano monarchie, zastępując je republikami (Niemcy, Austro-Węgry, Turcja).

## Nazewnictwo
Od kręgu kulturowego oraz religii zależy nazwa monarchii:
- chrześcijańskie monarchie były m.in. cesarstwami, królestwami, księstwami (nazwy tworzono od tytułu monarszego, w tym od tytułów szlacheckich) czy carstwami;
- islamskie monarchie są sułtanatami, emiratami lub zapożyczają nazwy europejskie, np. Królestwo Maroka;
- w Azji funkcjonowały także nazwy chanatu i kaganatu
- W Indiach występowały tytuły Radży I Maharadży
- na Dalekim Wschodzie najważniejszymi monarchiami były cesarstwa w Indiach, Chinach i istniejące do dziś Cesarstwo Japonii.

## Sukcesja tronu

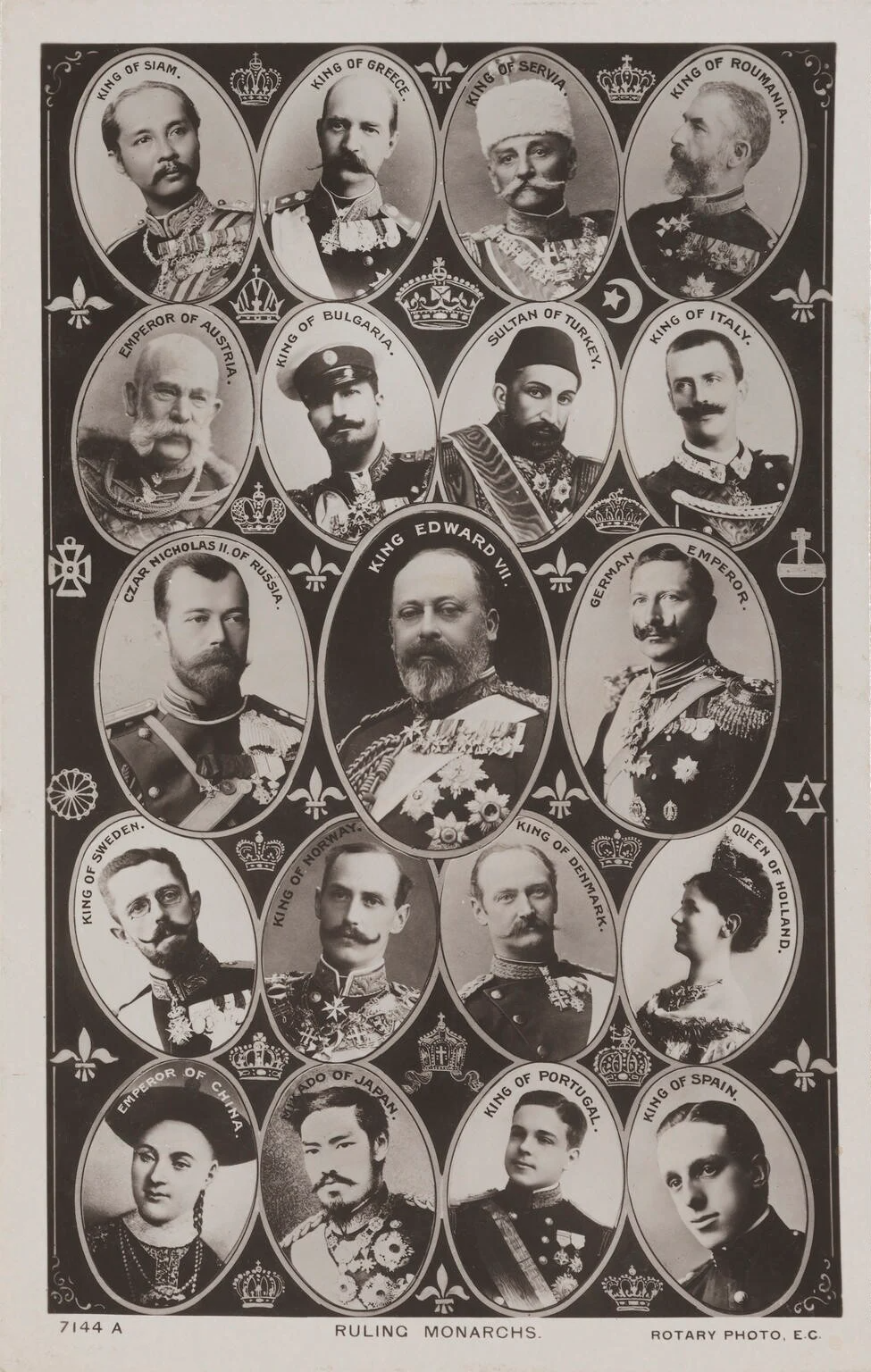
pocztówka-monarchowie panujący w 1908 r.

Zazwyczaj monarchie są dziedziczne, tzn. po śmierci władcy tron obejmuje jedno z jego dzieci. W Europie początkowo był to najstarszy syn monarchy, później dopuszczano również córki (por. Jadwiga Andegaweńska, sankcja pragmatyczna). Czasem jednak zdarzało się, że monarcha umierał bezdzietnie, wówczas władzę mogła objąć osoba spokrewniona, niebędąca zstępnym. Czasem następcę monarcha mógł wyznaczyć na podstawie czynności prawnej: testamentem lub zawierając układ o przeżycie.  
W innych kulturach sukcesja władzy wyglądała inaczej. Przykładowo w Imperium Inków panowała tradycja iż dziedzicem tronu powinien być jeden z synów Inki i Coyi (małżonka królewska najczęściej bliska siostra władcy , siostra lub kuzynka). W Cesarstwie Rzymskim bardzo często następcami tronu zostawali adoptowani synowie cesarzy (np. adoptowany syn Oktawiana Augusta – Tyberiusz czy adoptowany syn Klaudiusza – Neron).
Zdarzało się, że sprawa sukcesji była niejasna, gdy wiele osób jednocześnie dowodziło swoich praw do tronu. Z tego powodu wybuchały wojny, np. wojna o sukcesję austriacką, wojna o sukcesję hiszpańską oraz wojna o sukcesję polską.
Niektóre państwa były monarchiami elekcyjnymi, tzn. takimi, gdzie monarchą zostawała osoba wybrana przez elektorów. Przykładem historycznych monarchii elekcyjnych mogą być takie państwa, jak Państwo Kościelne, Rzeczpospolita Obojga Narodów, Święte Cesarstwo Rzymskie Narodu Niemieckiego, a obecnie Watykan.

## Byłe monarchie
Poniżej podano wykaz monarchii, które istniały w okresie nowożytnym, ale już nimi nie są.
| Państwo                                       | Typ monarchii                          | Data zniesienia                                  | Ostatni monarcha                                        |
| --------------------------------------------- | -------------------------------------- | ------------------------------------------------ | ------------------------------------------------------- |
| Afganistan                                    | królestwo                              | 17 lipca 1973                                    | Muhammad Zahir Chan                                     |
| Afryka Środkowa                               | cesarstwo                              | 20 września 1979                                 | Bokassa I                                               |
| Albania                                       | królestwo                              | 7 kwietnia 1939                                  | Zogu I                                                  |
| Asir (ob. część Arabii Saudyjskiej)           | emirat                                 | 20 listopada 1930                                | Sajjid al-Hasan ibn Ali al-Idrisi al-Hasani             |
| Austria                                       | cesarstwo                              | 11 listopada 1918                                | Karol I                                                 |
| Bahawalpur (ob. część Pakistanu)              | księstwo                               | 14 października 1955                             | Sadeq Mohammad Chan V                                   |
| Benin                                         | królestwo                              | 1904                                             | Agoliagbo                                               |
| Birma                                         | królestwo                              | 29 listopada 1885                                | Thibaw                                                  |
| Brazylia                                      | cesarstwo                              | 15 listopada 1889                                | Piotr II                                                |
| Bułgaria                                      | carstwo                                | 15 września 1946                                 | Symeon II                                               |
| Burundi                                       | królestwo                              | 28 listopada 1966                                | Ntare                                                   |
| Chiny                                         | cesarstwo                              | 12 lipca 1917                                    | Puyi                                                    |
| Chorwacja                                     | królestwo                              | 31 lipca 1943                                    | Tomisław II                                             |
| Czarnogóra                                    | królestwo                              | 26 listopada 1918                                | Mikołaj I                                               |
| Czechy                                        | królestwo                              | 28 października 1918                             | Karol III Habsburg                                      |
| Dżabal Szammar (ob. część Arabii Saudyjskiej) | emirat                                 | 2 listopada 1921                                 | Muhammad (II) ibn Talal al Rashid                       |
| Egipt                                         | królestwo                              | 23 lipca 1952                                    | Fuad II                                                 |
| Etiopia                                       | cesarstwo                              | 12 marca 1975                                    | Haile Selassie I                                        |
| Fidżi                                         | królestwo                              | 10 października 1874                             | Seru Epenisa Cakobau                                    |
| Finlandia                                     | królestwo                              | 14 grudnia 1918                                  | Väinö I                                                 |
| Francja                                       | cesarstwo                              | 4 września 1870                                  | Napoleon III                                            |
| Grecja                                        | królestwo                              | 8 grudnia 1974                                   | Konstantyn II                                           |
| Haiti                                         | cesarstwo                              | 1859                                             | Faustyn                                                 |
| Hajdarabad (ob. część Indii)                  | księstwo                               | 17 września 1948                                 | Asaf Jah VII                                            |
| Hawaje (ob. część Stanów Zjednoczonych)       | królestwo                              | 17 stycznia 1893                                 | Lydia Liliʻuokalani                                     |
| Hidżaz (ob. część Arabii Saudyjskiej)         | królestwo                              | 19 grudnia 1925                                  | Ali ibn Husajn                                          |
| Irak                                          | królestwo                              | 14 lipca 1958                                    | Fajsal II                                               |
| Iran                                          | cesarstwo                              | 1 kwietnia 1979                                  | Mohammad Reza Pahlawi                                   |
| Irlandia                                      | królestwo                              | 1 stycznia 1801                                  | Jerzy III                                               |
| Islandia                                      | królestwo                              | 17 czerwca 1944                                  | Chrystian X                                             |
| Jemen                                         | królestwo                              | 26 września 1962                                 | Muhammad al-Badr                                        |
| Kazachstan                                    | chanat                                 | 1847                                             | Kenesary Qasymŭly                                       |
| Korea Południowa                              | cesarstwo                              | 29 sierpnia 1910                                 | Sunjong                                                 |
| Korea Północna                                | cesarstwo                              | 29 sierpnia 1910                                 | Sunjong                                                 |
| Kurdystan (ob. część Iraku)                   | królestwo                              | lipiec 1924                                      | Mahmud Barzanji                                         |
| Laos                                          | królestwo                              | 2 grudnia 1975                                   | Savang Vatthana                                         |
| Libia                                         | królestwo                              | 1 września 1969                                  | Idrys I                                                 |
| Litwa                                         | królestwo                              | 2 listopada 1918                                 | Mendog II                                               |
| Madagaskar                                    | królestwo                              | 1896                                             | Ranavalona III                                          |
| Malediwy                                      | sułtanat                               | 11 listopada 1968                                | Muhammad Fareed Didi                                    |
| Mandżukuo (ob. część ChRL)                    | cesarstwo                              | 17 sierpnia 1945                                 | Puyi                                                    |
| Meksyk                                        | cesarstwo                              | 1867                                             | Maksymilian I                                           |
| Mengjiang (ob. część ChRL)                    | księstwo                               | 19 sierpnia 1945                                 | Demchugdongrub                                          |
| Mołdawia (ob. część Rumunii i Mołdawii)       | hospodarstwo                           | 24 stycznia 1859                                 | Aleksander Jan Cuza                                     |
| Mongolia                                      | teokracja                              | 20 maja 1924                                     | Bogda Chan                                              |
| Nepal                                         | królestwo                              | 28 maja 2008                                     | Gyanendra Bir Bikram Shah Dev                           |
| Niemcy                                        | cesarstwo                              | 18 listopada 1918                                | Wilhelm II                                              |
| Polska Polska i Litwa                         | królestwo królestwo i wielkie księstwo | 14 listopada 1918 3 marca 1918 25 listopada 1795 | Rada Regencyjna Mikołaj II Stanisław August Poniatowski |
| Portugalia                                    | królestwo                              | 4 października 1910                              | Manuel II                                               |
| Riukiu (ob. część Japonii)                    | królestwo                              | 11 marca 1879                                    | Shō Tai                                                 |
| Rosja                                         | cesarstwo                              | 16 marca 1917                                    | Michał II Romanow                                       |
| Rumunia                                       | królestwo                              | 30 grudnia 1947                                  | Michał I                                                |
| Rwanda                                        | królestwo                              | 28 stycznia 1961                                 | Kigeli V                                                |
| Serbia                                        | królestwo                              | 29 października 1945                             | Piotr II Karadziordziewić                               |
| Sikkim (ob. część Indii)                      | królestwo                              | 16 maja 1975                                     | Palden Thondup Namgyal                                  |
| Syria                                         | królestwo                              | 24 lipca 1920                                    | Fajsal I                                                |
| Tunezja                                       | królestwo                              | 25 lipca 1957                                    | Muhammad VIII                                           |
| Imperium Osmańskie (ob. Turcja)               | sułtanat                               | 1 listopada 1922                                 | Mehmed VI                                               |
| Tybet (ob. część ChRL)                        | teokracja                              | 1950                                             | Dalajlama XIV                                           |
| Ukraina                                       | hetmanat                               | 14 grudnia 1918                                  | Pawło Skoropadski                                       |
| Węgry                                         | królestwo                              | 16 listopada 1918, 1 lutego 1946                 | Karol IV                                                |
| Wietnam                                       | cesarstwo                              | 30 sierpnia 1945                                 | Bảo Đại                                                 |
| Włochy                                        | królestwo                              | 12 czerwca 1946                                  | Humbert II                                              |
| Wolne Państwo Kongo                           | królestwo                              | 15 listopada 1908                                | Leopold II Koburg                                       |
| Zanzibar (ob. część Tanzanii)                 | sułtanat                               | 12 stycznia 1964                                 | Dżamszid ibn Abd Allah                                  |

Oprócz tego władca brytyjski, który panuje obecnie łącznie w 15 monarchiach w przeszłości pełnił funkcję monarchy w następujących państwach, które obecnie mają ustrój republikański: Wolne Państwo Irlandzkie (1931–1949), Związek Południowej Afryki (1931–1961), Indie (1947–1950), Pakistan (1947–1956), Cejlon (1948–1972), Ghana (1957–1960), Nigeria (1960–1963), Sierra Leone (1961–1971), Tanganika (1961–1962), Trynidad i Tobago (1962–1976), Uganda (1962–1963), Kenia (1963–1964), Malawi (1964–1966), Malta (1964–1974), Gambia (1965–1970), Gujana (1966–1970), Barbados (1966–2021), Mauritius (1968–1992), Fidżi (1970–1987).

### Żyjący byli monarchowie
| Portret                  | Były monarcha              | Państwo                            | Tytuł                 | Dynastia                                  | Data urodzenia    | Lata panowania        | Przyczyna ustania mandatu |
| ------------------------ | -------------------------- | ---------------------------------- | --------------------- | ----------------------------------------- | ----------------- | --------------------- | ------------------------- |
|                          | Gyanendra                  | Nepal                              | król                  | Szah                                      | 7 lipca 1947      | 1950–1951 i 2001–2008 | zniesienie monarchii      |
|                          | Symeon II                  | Bułgaria                           | car                   | Koburgowie                                | 16 czerwca 1937   | 1943–1946             | zniesienie monarchii      |
|                          | Fu’ad II                   | Królestwo Egiptu                   | król                  | Muhammad Ali                              | 16 stycznia 1952  | 1952–1953             | zniesienie monarchii      |
|                          | Nicolas Sarkozy            | Andora                             | Współksiążę francuski | z urzędu jako prezydent Francji           | 28 stycznia 1955  | 2007–2012             | koniec kadencji           |
|                          | Jigme Singye Wangchuck     | Bhutan                             | król                  | Wangchuck                                 | 11 listopada 1955 | 1972–2006             | abdykacja                 |
|                          | Tuanku Syed Sirajuddin     | Malezja                            | król                  | z wyboru                                  | 17 maja 1943      | 2001–2006             | koniec kadencji           |
|                          | Tuanku Mizan Zainal Abidin | Malezja                            | król                  | z wyboru                                  | 22 stycznia 1962  | 2006–2011             | koniec kadencji           |
|                          | Tenzin Gjaco               | Tybet                              | Dalajlama XIV         | rozpoznany jako inkarnacja Dalajlamy XIII | 6 lipca 1935      | 1940–1959             | upadek państwa            |
|                          | Beatrycze                  | Holandia · (Królestwo Niderlandów) | królowa               | Oranje-Nasau                              | 31 stycznia 1938  | 1980–2013             | abdykacja                 |
|                          | Hamad ibn Chalifa Al Sani  | Katar                              | emir                  | Al Sani                                   | 1 stycznia 1952   | 1995–2013             | abdykacja                 |
| Albert II of Belgium.jpg | Albert II                  | Belgia                             | król                  | Koburgowie                                | 6 czerwca 1934    | 1993–2013             | abdykacja                 |
|                          | Jan Karol I                | Hiszpania                          | król                  | Burbonowie                                | 5 stycznia 1938   | 1975–2014             | abdykacja                 |
|                          | François Hollande          | Andora                             | Współksiążę francuski | z urzędu jako prezydent Francji           | 28 stycznia 1955  | 2012–2017             | koniec kadencji           |
|                          | Muhammad V Faris Petra     | Malezja                            | król                  | z wyboru                                  | 22 stycznia 1962  | 2016–2019             | abdykacja                 |
|                          | Akihito                    | Japonia                            | cesarz                | –                                         | 23 grudnia 1933   | 1989–2019             | abdykacja                 |
|                          | Małgorzata II              | Dania                              | królowa               | Glücksburgowie                            | 16 kwietnia 1940  | 1972–2024             | abdykacja                 |
|                          | Abdullah                   | Malezja                            | król                  | z wyboru                                  | 30 lipca 1959     | 2019–2024             | koniec kadencji           |